# Sexismo ambivalente
O sexismo ambivalente é um quadro teórico que postula que o sexismo tem dois subcomponentes: "sexismo hostil" (hostile sexism, HS) e "sexismo benevolente" (benevolent sexism, BS). O sexismo hostil reflecte avaliações e estereótipos abertamente negativos sobre um género (por exemplo, as ideias de que as mulheres são incompetentes e inferiores aos homens). O sexismo benevolente representa avaliações de género que podem parecer subjectivamente positivas (subjectivas para a pessoa que está a avaliar), mas que na verdade são prejudiciais para as pessoas e para a igualdade de género de forma mais ampla (por exemplo, as ideias de que as mulheres precisam de ser protegidas pelos homens). Na maior parte, os psicólogos estudaram formas hostis de sexismo. No entanto, os teóricos que utilizam o quadro teórico do sexismo ambivalente encontraram extensas evidências empíricas para ambas as variedades. A teoria foi amplamente desenvolvida pelos psicólogos sociais Peter Glick e Susan Fiske.

## Visão geral

### Definição
O sexismo, como outras formas de preconceito, é um tipo de preconceito sobre um grupo de pessoas. O sexismo baseia-se em conceptualizações de um género como sendo superior ou tendo um estatuto mais elevado do que o outro género num determinado domínio, o que pode levar à discriminação. A investigação indicou que os estereótipos sobre os papéis de género socialmente apropriados para mulheres e homens são um factor determinante na aprovação do sexismo. O patriarcado, definido como o poder dos homens e o "controle estrutural sobre as instituições políticas, jurídicas, econômicas e religiosas", é uma característica do sexismo e está relacionado a atitudes hostis em relação às mulheres. A investigação antropológica sugere que o patriarcado está difundido na maioria das sociedades humanas, de tal forma que as mulheres têm sido sistematicamente discriminadas, oprimidas e marginalizadas pelos homens ao longo da história. O sexismo mantém estruturas sociais patriarcais e reforça os papéis de género prescritos.
Normalmente, o sexismo é visto como uma hostilidade contra as mulheres, perpetrada por homens. No entanto, tanto as mulheres como os homens podem (e muitas vezes o fazem) endossar crenças sexistas uns sobre os outros e sobre si próprios. Por outras palavras, os homens podem expressar atitudes sexistas em relação a mulheres ou homens, e as mulheres podem expressar atitudes sexistas em relação a homens ou mulheres. Embora o sexismo tenha historicamente prejudicado as mulheres, existem consequências negativas do sexismo tanto para homens como para mulheres. Os papéis rígidos de género podem ser prejudiciais tanto para as mulheres como para os homens, restringindo oportunidades e promovendo preconceitos baseados no género. Para efeitos deste artigo, o sexismo em relação às mulheres será o foco, pois é mais relevante para a definição e estudo do sexismo ambivalente.
O sexismo ambivalente oferece uma reconceitualização multidimensional da visão tradicional do sexismo para incluir atitudes subjetivamente benevolentes e hostis em relação às mulheres. A palavra "ambivalente" é usada para descrever a interpretação do sexismo porque este tipo de preconceito inclui avaliações negativas e positivas das mulheres. A adição de um recurso benevolente às definições de preconceito de gênero foi uma contribuição importante para o estudo do sexismo e para o campo da psicologia. As conceptualizações tradicionais do sexismo centraram-se quase inteiramente na hostilidade aberta para com as mulheres. Embora historiadores, antropólogos, estudiosos feministas e psicólogos tenham sugerido anteriormente que o sexismo envolve avaliações positivas e negativas das mulheres, a maioria da pesquisa empírica da época avaliava apenas expressões hostis de sexismo. A introdução do Inventário de Sexismo Ambivalente (ASI) - uma escala desenvolvida por Glick e Fiske em 1996 e que avalia atitudes sexistas ambivalentes - marca uma mudança na forma como o sexismo é interpretado e medido cientificamente. Glick e Fiske criaram o ASI para resolver uma deficiência proposta na medição do sexismo na época. Argumentam que as escalas anteriores que avaliam o sexismo não captam adequadamente a natureza ambivalente do preconceito baseado no género em relação às mulheres.

### Quadro teórico
Glick e Fiske afirmam que o sexismo hostil e benevolente se complementam no reforço dos papéis tradicionais de género e na preservação das estruturas sociais patriarcais das mulheres como subordinadas aos homens. Ambas as formas de sexismo partilham o pressuposto de que as mulheres são inferiores e restringem as mulheres a um estatuto social inferior. O sexismo hostil reflecte a misoginia (isto é, o ódio das mulheres pelos homens) e é expresso através de avaliações negativas flagrantes das mulheres. Exemplos de sexismo hostil incluem crenças sobre as mulheres como incompetentes, pouco inteligentes, excessivamente emocionais e sexualmente manipuladoras. O sexismo benevolente reflete avaliações aparentemente positivas das mulheres. Exemplos de atitudes benevolentemente sexistas incluem a reverência das mulheres nos papéis de esposa, mãe e cuidadora dos filhos, a romantização das mulheres como objectos de afecto heterossexual e a crença de que os homens têm o dever de proteger as mulheres. Embora o sexismo benevolente possa não parecer ser prejudicial para as mulheres à primeira vista, estas crenças são extremamente cáusticas para a igualdade de género e restringem as oportunidades pessoais, profissionais, políticas e sociais das mulheres. Isto porque estas avaliações aparentemente positivas implicam que (a) as mulheres são fracas e precisam de ser protegidas, (b) as mulheres não devem desviar-se dos papéis tradicionais de género como mães e cuidadoras, e (c) as mulheres devem ser idolatradas pelos homens por sua pureza e disponibilidade sexual.
Dado que as atitudes benevolentemente sexistas parecem positivas, muitas vezes as pessoas não identificam estas crenças como uma forma de preconceito baseado no género. Além disso, o sexismo benevolente pode ser visto tanto por homens como por mulheres como um reforço do status quo, o que alguns indivíduos podem achar reconfortante. As normas sociais e culturais podem encorajar crenças benevolentemente sexistas entre mulheres e homens. Uma ilustração clássica disto é o endosso do cavalheirismo moderno nas interações entre mulheres e homens. Pode ser considerado tradicional e educado um homem insistir para que mantenha uma porta aberta ou carregue um objeto pesado para uma mulher. No entanto, esta tradição baseia-se em representações históricas das mulheres como mais fracas que os homens. Nestes tipos de circunstâncias, as pessoas podem ter dificuldade em distinguir entre bondade, tradição e sexismo benevolente. Homens e mulheres discordam frequentemente sobre se um incidente específico deve ou não ser considerado sexista. Em geral, mulheres e homens tendem a mostrar mais concordância na classificação de expressões extremas e abertas de sexismo. O sexismo hostil é normalmente mais fácil para as pessoas identificarem como uma expressão de preconceito.
No geral, as mulheres raramente são vistas pelos outros de uma forma totalmente hostil ou benevolente. Na verdade, as pessoas frequentemente relatam altos níveis de sexismo benevolente e hostil. Existem diferenças individuais nos níveis de sexismo benevolente e hostil das pessoas, de modo que uma pessoa pode ser classificada altamente em ambas, em uma ou em nenhuma dimensão do Inventário de Sexismo Ambivalente. Além disso, as mulheres não estão imunes ao endosso de crenças sexistas sobre as mulheres. Uma extensa investigação apoia a ideia de que é comum que mulheres e homens apoiem atitudes ambivalentemente sexistas em relação às mulheres. Apesar disso, as pessoas acham difícil acreditar que outros possam endossar o sexismo benevolente e hostil. A investigação sugere que, quando são mostrados aos indivíduos perfis de um homem benevolentemente sexista e de um homem que apoia o sexismo hostil, eles sentem que é muito improvável que uma pessoa possa incorporar ambas as formas de preconceito.

### Subcomponentes e dimensões
Os psicólogos sociais sugeriram que o sexismo pode ser inerentemente diferente de outras formas de preconceito ambivalente, na medida em que existe interdependência entre mulheres e homens nas estruturas sociais. Um argumento central para a teoria do sexismo ambivalente é a ideia de que existe um complicado equilíbrio de poder entre homens e mulheres, de tal forma que os homens têm poder estrutural e as mulheres têm poder diádico (decorrente da dependência entre duas pessoas). O poder diádico reflete a noção de que os homens dependem das mulheres para cumprir determinados objetivos, como a intimidade heterossexual e a procriação. Glick e Fiske afirmam que a dependência dos homens em relação às mulheres é o que alimenta atitudes benevolentemente sexistas, levando à idolatria e à colocação das mulheres num pedestal. Por outras palavras, as relações de poder entre homens e mulheres promovem uma forma ambivalente de preconceito em relação às mulheres.
Teoricamente, cada forma de sexismo é composta por três subcomponentes: paternalismo, diferenciação de gênero e heterossexualidade. O paternalismo reflecte a visão das mulheres como adultas subdesenvolvidas, fornecendo uma justificação para os homens serem autoritários e monitorizarem, protegerem e tomarem decisões em nome das mulheres. A diferenciação de género promove a suposição de que as diferenças biológicas entre homens e mulheres justificam a adesão estrita aos papéis de género socialmente prescritos. A heterossexualidade – descrita como a causa mais proeminente da ambivalência dos homens em relação às mulheres – reflecte uma tensão entre desejos genuínos de proximidade e intimidade e um medo de as mulheres alcançarem poder sobre os homens através da atracção sexual.
Dentro do sexismo hostil (HS) e do sexismo benevolente (BS), os três subcomponentes desempenham funções distintas. O paternalismo dominativo (HS) sugere que os homens devem controlar as mulheres, enquanto o paternalismo protector (BS) implica que os homens devem proteger e cuidar das mulheres. A diferenciação competitiva de género (HS) reforça a autoconfiança dos homens (por exemplo, os homens são superiores às mulheres). A diferenciação complementar de género (SB) dá importância aos papéis tradicionais de género para as mulheres (por exemplo, mãe e esposa) e assume que os homens dependem das mulheres para cumprir esses papéis. Por último, a hostilidade heterossexual (HS) vê as mulheres como objectos sexuais para o prazer dos homens e promove o medo da capacidade das mulheres de manipular os homens através do envolvimento ou da recusa de actividade sexual. A heterossexualidade íntima (BS) romantiza as mulheres como tendo pureza sexual e vê a intimidade romântica como necessária para completar um homem.

## Invetário de sexismo ambivalente
Os pesquisadores normalmente medem o sexismo ambivalente no nível individual. O principal método usado para medir o endosso do sexismo ambivalente por um indivíduo é o Inventário de Sexismo Ambivalente (ASI), criado por Glick e Fiske em 1996. O ASI é uma medida de auto-relato de sexismo de 22 itens, na qual os entrevistados indicam seu nível de concordância. com diversas afirmações, que são colocadas em uma escala Likert de 6 pontos. É composto por duas subescalas que podem ser calculadas independentemente para as pontuações das subescalas ou pode ser calculada a média para uma pontuação geral composta de sexismo. A primeira subescala é a escala de sexismo hostil, que é composta por 11 itens destinados a avaliar a posição de um indivíduo nas dimensões do paternalismo dominativo, diferenciação competitiva de gênero e hostilidade heterossexual, conforme definido anteriormente. Um exemplo de item da subescala sexismo hostil é “As mulheres se ofendem facilmente”. A segunda subescala é a escala de sexismo benevolente, que é composta por 11 itens que visam avaliar a posição de um indivíduo nas dimensões do paternalismo protetor, da diferenciação complementar de género e da intimidade heterossexual, conforme definido anteriormente. Um exemplo de item da subescala sexismo benevolente é “As mulheres devem ser valorizadas e protegidas pelos homens”.
Mais de quinze anos de pesquisas e replicações adicionais confirmam que este inventário possui características psicométricas que indicam que a medida é empiricamente confiável e válida. Critérios padrão em pesquisa psicológica podem ser utilizados para avaliar uma escala. Usando estatísticas, um coeficiente alfa de Cronbach pode ser calculado para indicar se os itens de uma escala parecem medir o mesmo construto ou dimensão psicológica (demonstrando a retestabilidade de uma escala). Geralmente, os pesquisadores concordam que um coeficiente alfa de Cronbach acima de 0,80 sugere forte confiabilidade em uma escala. O ASI demonstrou consistentemente esta fiabilidade empírica ao longo do tempo. Além disso, as avaliações empíricas do ASI fornecem suporte para a validade da escala, de modo que o inventário parece medir eficazmente o que se propõe avaliar: uma atitude polarizada em relação às mulheres, onde ambas as dimensões podem ser ativadas simultaneamente.
A utilidade do ASI não se limita aos falantes de inglês. Há amplo apoio para a validade transcultural do ASI. Um estudo intercultural que examinou a teoria do sexismo ambivalente em 19 países descobriu que os componentes hostis e benevolentes do sexismo não são culturalmente específicos. Além disso, a investigação sugere que existem atitudes ambivalentemente sexistas em relação aos homens, de tal forma que atitudes hostis e benevolentes em relação aos homens são encontradas transculturalmente. Estes estudos fornecem evidências empíricas adicionais que apoiam a estrutura do sexismo ambivalente.

### Críticas
Embora o ASI seja amplamente utilizado e aceito entre os pesquisadores, uma limitação do ASI é que ele é uma medida autorreferida. A desejabilidade social é uma limitação comum das medidas de autorrelato em pesquisas de opinião; quando os participantes de um estudo de pesquisa preenchem um questionário escrito de autorrelato, os entrevistados ficam vulneráveis a responder aos itens de uma maneira socialmente desejável. Por esse motivo, alguns pesquisadores empregam variações do ASI em seus desenhos de estudo que não exigem autorrelatos. Por exemplo, Dardenne, Dumont e Bollier (2007) transformaram alguns itens do ASI em cenários, apresentando-os aos participantes para induzir condições de sexismo hostil e benevolente. Hebl, King, Glick, Singletary e Kazama (2007) elaboraram um estudo de campo no qual observaram os comportamentos sexistas de outras pessoas; eles usaram a teoria do sexismo ambivalente e o ASI para gerar itens para sua própria medida para avaliar esses comportamentos observados.
Outra crítica à ASI é que os rótulos dos dois subconstrutos, "benevolente" e "hostil", são demasiado abstratos, não generalizam para certas línguas e podem não ser relevantes para algumas culturas.
Por último, os resultados do estudo de Conn, Hanges, Sipe e Salvaggio (1999) sugerem que outras escalas de sexismo podem medir atitudes ambivalentes em relação às mulheres. Glick e Fiske propuseram originalmente a estrutura teórica do sexismo ambivalente como preenchendo uma lacuna na literatura psicológica e fornecendo uma nova ferramenta para avaliar uma nova dimensão do sexismo: o sexismo benevolente. No entanto, Conn e colegas (1999), usando análise fatorial confirmatória, mostraram que a Escala de Sexismo Moderno (Swim, Aikin, Hall e Hunter, 1995) captura sentimentos ambivalentes em relação às mulheres, de modo que identifica indivíduos que parecem não sexistas, mas realmente endossam atitudes sexistas. Os resultados deste estudo sugerem que, embora tanto a Escala de Sexismo Moderno como a ASI avaliem a ambivalência em relação às mulheres, a ASI é única nas suas capacidades para medir separadamente atitudes hostis e benevolentes. Além disso, a ASI capta a intimidade heterossexual e o paternalismo benevolente, enquanto a Escala de Sexismo Moderno não o faz.

## Pesquisa
Embora muitos indivíduos endossem simultaneamente o sexismo benevolente e hostil, a investigação sugere que as pessoas com classificação significativamente mais alta em um dos dois subcomponentes têm constelações distintas de crenças e padrões de comportamento. Em outras palavras, alguém com alto nível de sexismo benevolente tende a mostrar um perfil de atitudes diferente de alguém com alto nível de sexismo hostil. A independência destes tipos de sexismo na previsão do comportamento humano indica que os dois são, de facto, formas distintas de preconceito em eixos separados mas relacionados. Exemplos de resultados de pesquisas que identificam resultados díspares entre o sexismo benevolente e o sexismo hostil são descritos abaixo. Além disso, são discutidas as relações entre o sexismo ambivalente e uma série de outras atitudes e comportamentos relacionados.

### Atitudes em relação ao assédio sexual, violência entre parceiros íntimos e estupro
Os homens que são ambivalentemente sexistas (isto é, simultaneamente com um elevado nível de sexismo benevolente e hostil) e os homens com um elevado nível de sexismo hostil têm maior probabilidade de tolerar o assédio sexual das mulheres do que os homens que são benevolentemente sexistas. No geral, o sexismo hostil está associado à aceitação do assédio sexual. Além disso, o endosso do sexismo hostil está relacionado com atitudes sobre a violência praticada por parceiros íntimos perpetrada por homens contra mulheres, de modo que as pessoas com alto nível de sexismo hostil são mais tolerantes com a violência praticada por parceiros íntimos. Atitudes benevolentemente sexistas não foram consideradas um preditor significativo da tolerância à violência praticada por parceiros íntimos. Contudo, o endosso do sexismo benevolente também não foi um factor de protecção. Por último, os homens com elevado nível de sexismo hostil são mais propensos a violar mulheres, enquanto os homens com elevado nível de sexismo benevolente são mais propensos a culpar uma vítima de violação pelo ataque.

### Relacionamentos próximos e atração
A pesquisa mostrou que as atitudes sexistas estão relacionadas com preferências por certas características em parceiros românticos. As evidências sugerem que as mulheres com níveis mais elevados de sexismo benevolente têm preferências mais estereotipadas nos homens como parceiros românticos, tais como segurança financeira e recursos. Homens com níveis mais elevados de sexismo hostil têm maior probabilidade de valorizar a atratividade física das mulheres como parceiras românticas. Além disso, o sexismo benevolente tende a prever a seleção do parceiro, enquanto o sexismo hostil tende a prever as normas de casamento subsequentes após o emparelhamento. As mulheres consideram atraentes os homens com alto nível de sexismo benevolente e classificam os homens com alto nível de sexismo ambivalente como menos atraentes. Além disso, num estudo de investigação recente sobre um aspecto particular do sexismo benevolente, as crenças paternalistas protectoras, as mulheres endossaram crenças paternalistas mais protectoras para os homens (em relação às mulheres) em contextos românticos versus contextos de trabalho. Pensa-se que o endosso destas crenças em contextos românticos serve para reforçar e manter tais comportamentos sexistas benevolentes. No geral, o sexismo benevolente e o sexismo hostil estão associados a crenças de que o sexo antes do casamento é inaceitável para as mulheres.

### Mulheres no local de trabalho
Embora as consequências do sexismo hostil no local de trabalho sejam mais amplamente conhecidas e aceites, a investigação demonstrou que o sexismo benevolente pode ter um impacto mais grave no desempenho cognitivo das mulheres. Dardenne, et al.(2006) sugeriu que o sexismo hostil pode provocar raiva ou frustração no alvo, o que pode aumentar sua motivação para ter sucesso ou desempenho. O sexismo benevolente, devido às suas avaliações aparentemente positivas e atribuições implícitas, é susceptível de prejudicar a confiança e o desempenho de uma mulher. Os investigadores mostraram que, num ambiente típico de trabalho em equipa, tanto o sexismo hostil como o sexismo benevolente tiveram consequências no desempenho do participante. Masser e Abrams (2004) destacaram o facto de pesquisas anteriores terem demonstrado que o sexismo benevolente pode ter efeitos prejudiciais na avaliação do desempenho de uma mulher se essa mulher violar normas sociais associadas a certas atitudes sexistas. O seu estudo mostrou que o sexismo hostil, mas não o sexismo benevolente, prejudica as avaliações e recomendações de promoção das mulheres.
Além disso, estudos demonstraram que atitudes sexistas benevolentes levam a avaliações profissionais mais baixas por parte de homens e mulheres. Usando um projeto experimental, Masser e Abrams (2004) descobriram que indivíduos com atitudes sexistas hostis avaliaram as mulheres com uma classificação inferior quando se candidataram a uma posição de dominância masculina. Além disso, indivíduos sexistas altamente hostis recomendam que os homens ocupem as posições disponíveis com mais frequência do que as mulheres. Os autores argumentam que este é um dos principais contribuintes para o efeito teto de vidro.

### Em busca de ajuda
Num estudo experimental recente sobre os efeitos do sexismo benevolente nos comportamentos de procura de ajuda, os investigadores descobriram que, quando os estereótipos das mulheres como dependentes se tornaram salientes, as estudantes universitárias estavam menos dispostas a procurar ajuda. Além disso, quanto mais se procurava essa ajuda, pior se sentiam as mulheres. Portanto, o sexismo benevolente parece ter consequências na procura de ajuda das mulheres quando certos estereótipos sexistas benevolentes se tornam salientes.

### Comportamento eleitoral
Durante as eleições presidenciais dos EUA em 2016, os investigadores associaram o sexismo ambivalente às intenções de voto. Numa amostra não representativa de eleitores dos EUA, descobriu-se que o sexismo ambivalente, predominantemente masculino, era o único preditor da intenção de votar em alguém que não fosse Hillary Clinton nas eleições. Para cada passo no Inventário de Sexismo Ambivalente, os participantes tinham 3,3 vezes mais probabilidade de votar em alguém que não fosse Hillary Clinton. Daqueles que não votaram em Clinton, não estavam necessariamente a ser arrastados para a campanha de Trump, mas sim, muitos pretendiam votar no Terceiro Partido ou ainda estavam indecisos. Enquanto a maior islamofobia previa um voto em Trump, a menor islamofobia e o maior sexismo ambivalente previam estar indeciso ou votar num Terceiro Partido.
O sexismo ambivalente também pode ser endossado pelos meios de comunicação social na apresentação dos candidatos eleitorais, influenciando consequentemente o comportamento eleitoral. No artigo The Psychology of Voting, Digested[carece de fontes?] é referido um estudo que revelou que “a obesidade é uma desvantagem para os candidatos do sexo feminino, mas pode ajudar os candidatos do sexo masculino”. Este é um exemplo de como a cobertura mediática das candidatas eleitorais femininas pode dar prioridade à aparência em detrimento da capacidade, muitas vezes utilizando a primeira para lançar uma luz negativa sobre a segunda.
É também importante reconhecer que o sexismo ambivalente tem um efeito desproporcional nas mulheres negras e nos grupos de mulheres que podem ser mais marginalizados devido à geografia física de onde vivem ou à condição sociopolítica em que vivem.[carece de fontes?] O custo da participação no voto pode ser muito alto para as mulheres; tal como publicado num jornal económico sobre o comportamento eleitoral feminino no Paquistão, isto pode dever-se a “estereótipos culturais que desencorajam o exercício das próprias preferências”. Isto é, numa eleição, por exemplo, o resultado pode ser uma contagem relativamente baixa de eleitoras quando as mulheres não conseguem escolher ser agentes políticos activos juntamente com outras responsabilidades socioculturais.

### Plano A vs. Plano B
O sexismo benevolente é por vezes também referido como Plano A. Pode ser usado para que as mulheres ajam como subordinadas porque visa que os comentários sejam percebidos como “bons” ou “positivos”. Isto visa a sensibilidade da mulher e a necessidade de ser protegida por um homem, o que pode não parecer tão ruim para algumas mulheres. O Plano B ou sexismo hostil é usado como uma abordagem mais agressiva, pois inclui comentários mais duros e pode tender a irritar ainda mais as mulheres. Estudos mostram que as mulheres são mais propensas a ficar na defensiva e a ser inspiradas a protestar contra o sexismo quando expostas a declarações sexistas hostis. Quando expostos a comentários benevolentemente sexistas, é menos provável que se manifestem e protestem. Eles assumem um papel mais subordinado e passivo. É por isso que o sexismo benevolente é o Plano A quando se tenta subordinar as mulheres.

### Endosso feminino
Tanto o sexismo benevolente como o hostil são considerados ideologias legitimadoras, na medida em que estas atitudes fornecem a justificação para as desigualdades sociais entre homens e mulheres. A orientação de dominação social (SDO; Sidanius & Pratto, 1999) afirma que as desigualdades baseadas em grupos são sistematicamente reforçadas pela adopção, pelo grupo desfavorecido, da ideologia e da estratificação social do grupo dominante. A pesquisa empírica tem apoiado consistentemente a validade da Teoria da Dominância Social, e o modelo SDO de opressão estrutural pode ser particularmente adequado para descrever como o patriarcado é perpetuado.
Os investigadores exploraram as razões pelas quais as mulheres podem internalizar atitudes ambivalentemente sexistas em relação às mulheres. Fischer (2006) descobriu que as mulheres podem desenvolver atitudes benevolentemente sexistas como resposta ao facto de elas próprias vivenciarem o sexismo. A investigação intercultural sugere que o endosso das mulheres ao sexismo benevolente reflecte frequentemente uma cultura de sexismo extremamente hostil entre os homens numa determinada comunidade. Alguns investigadores argumentam que, em culturas particularmente hostis, as mulheres podem internalizar o sexismo benevolente como um mecanismo de protecção.
Algumas pesquisas indicam que as mulheres percebiam que os homens com alto nível de sexismo benevolente possuíam atitudes positivas em relação às mulheres, enquanto, por outro lado, os homens com baixo nível de sexismo benevolente eram vistos como misóginos e possuidores de altos níveis de sexismo hostil, quando na realidade os homens que rejeitam o sexismo benevolente também tendem a rejeitar o sexismo hostil. Se o homem afirmasse que a sua rejeição do sexismo benevolente era motivada por valores igualitários, então a percepção de que ele era um sexista hostil era um pouco mitigada, embora não inteiramente.